# Transports en commun de Pontivy
Le réseau PondiBUS est le réseau de transport en commun de la communauté de communes Pontivy Communauté. Il est constitué de 5 lignes urbaines, il dessert les communes de Pontivy, de Noyal-Pontivy, de Le Sourn.

## Historique
Le service de bus urbain PondiBUS a été créé en 2002 par la ville de Pontivy avec 3 lignes régulières et un service de transport à la demande. En 2009 est ajoutée une 4e ligne, puis une 5e en 2012. En 2013, la gestion du service est transférée à Pontivy Communauté,,,.

### Identité visuelle

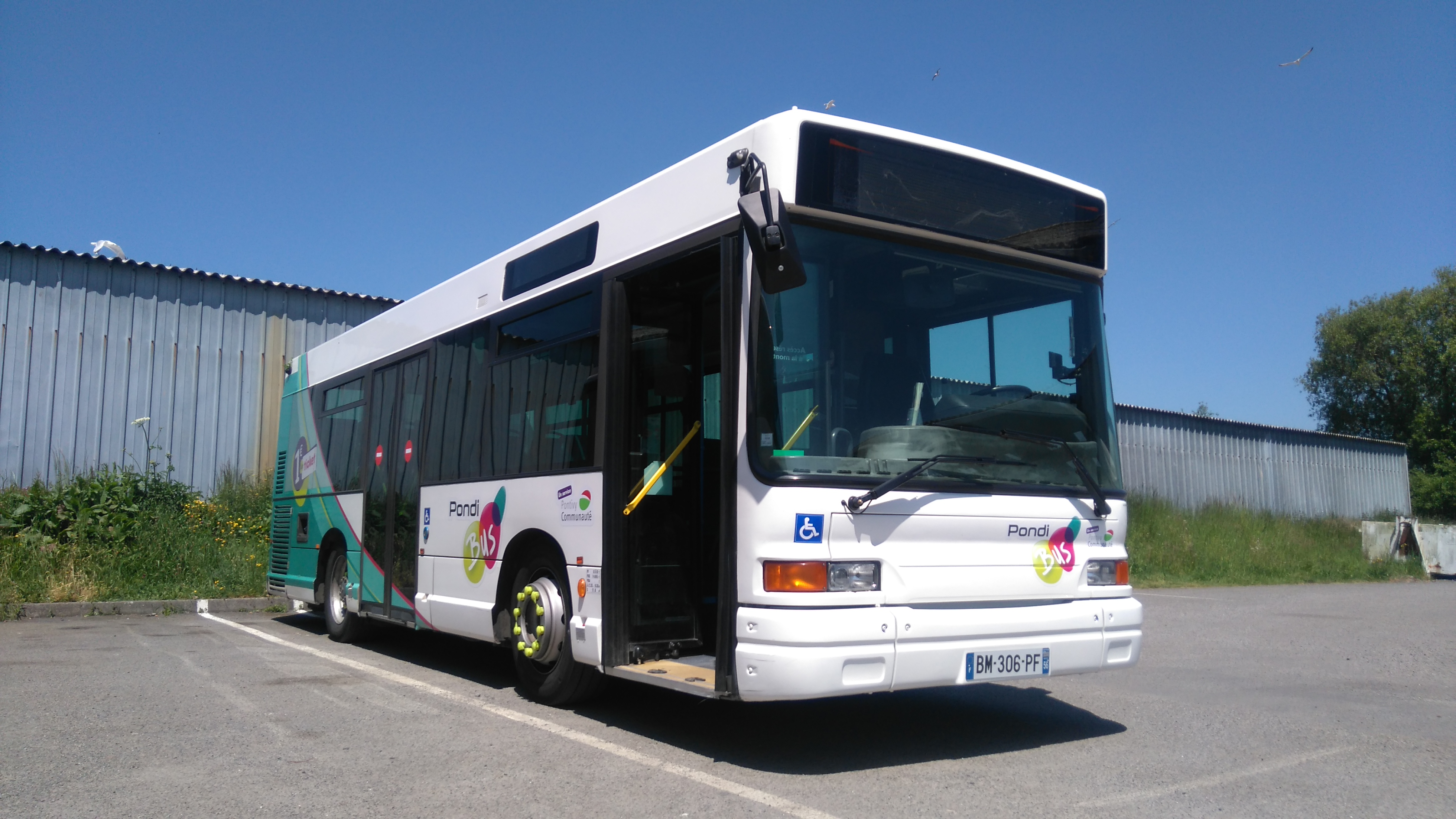

## Lignes du réseau

### Présentation
PondiBUS est le réseau de transports en commun de Pontivy Communauté, un réseau de 5 lignes de bus, exploité par Transdev CAT 56.

Le réseau de transport urbain PondiBUS est un service de transport en commun sur la commune de Pontivy.

### Lignes urbaines
| Ligne | Caractéristiques | Caractéristiques              | Caractéristiques              | Caractéristiques              | Caractéristiques              | Caractéristiques                           | Caractéristiques                         | Caractéristiques              | Caractéristiques              |
| 1     | Circulaire | Circulaire                    | Circulaire                    | Circulaire                    | Circulaire                    | Circulaire                                 | Circulaire                               | Circulaire                    | Circulaire                    |
| 1     | La Plaine ⥋ Le Drogo (boucle) | La Plaine ⥋ Le Drogo (boucle) | La Plaine ⥋ Le Drogo (boucle) | La Plaine ⥋ Le Drogo (boucle) | La Plaine ⥋ Le Drogo (boucle) | La Plaine ⥋ Le Drogo (boucle)              | La Plaine ⥋ Le Drogo (boucle)            | La Plaine ⥋ Le Drogo (boucle) | La Plaine ⥋ Le Drogo (boucle) |
| ----- | --- | ----------------------------- | ----------------------------- | ----------------------------- | ----------------------------- | ------------------------------------------ | ---------------------------------------- | ----------------------------- | ----------------------------- |
| 1     | Ouverture / Fermeture — / — | Longueur —                    | Durée 21 - 24 min             | Nb. d’arrêts 20               | Matériel Standards            | Jours de fonctionnement L, Ma, Me, J, V, S | Jour / Soir / Nuit / Fêtes O / N / N / N | Voy. / an —                   | Exploitant Transdev CAT 56    |
| 1     | Desserte : - Communes : Pontivy - Principaux arrêts de la ligne : La Plaine → Office de tourisme → Tréleau → Quinivet → Les Ajoncs → Green Park → Collège Romain Rolland → Kerjalod → Stiffel → Le Resto → Paul Valéry → Vélodrome → Tallenn → Liberté → École Paul Langevin → Le Drogo → Clemenceau → Cité Plessis → La Plaine                      |                               |                               |                               |                               |                                            |                                          |                               |                               |
| 1     | Autre : - Date de dernière mise à jour : 22 avril 2025. |                               |                               |                               |                               |                                            |                                          |                               |                               |
| 1     | Dernière actualisation : — |                               |                               |                               |                               |                                            |                                          |                               |                               |
| 2     | Circulaire | Circulaire                    | Circulaire                    | Circulaire                    | Circulaire                    | Circulaire                                 | Circulaire                               | Circulaire                    | Circulaire                    |
| 2     | La Plaine ⥋ Porh Rousse |                               |                               |                               |                               |                                            |                                          |                               |                               |
| 2     | Ouverture / Fermeture — / — | Longueur —                    | Durée 22-27 min               | Nb. d’arrêts 16               | Matériel GX 127               | Jours de fonctionnement L, Ma, Me, J, V, S | Jour / Soir / Nuit / Fêtes O / N / N / N | Voy. / an —                   | Exploitant Transdev CAT 56    |
| 2     | Desserte : - Communes : Pontivy - Principaux arrêts de la ligne : La Plaine → Palais des Congrès → Toulboubou → Conservatoire → Pôle universitaire → Gros Chêne → Kerostin → Le Béarn → Douar Ru → École Marcel Collet → Les Digitales → Les Tulipes → Roger Le Cunff → Le Douric → Palais des congrès → La Plaine                                   |                               |                               |                               |                               |                                            |                                          |                               |                               |
| 2     | Autre : - Date de dernière mise à jour : 22 avril 2025. |                               |                               |                               |                               |                                            |                                          |                               |                               |
| 2     | Dernière actualisation : — |                               |                               |                               |                               |                                            |                                          |                               |                               |
| 3     | Circulaire | Circulaire                    | Circulaire                    | Circulaire                    | Circulaire                    | Circulaire                                 | Circulaire                               | Circulaire                    | Circulaire                    |
| 3     | La Plaine ⥋ Pontivy Sud - Le Sourn |                               |                               |                               |                               |                                            |                                          |                               |                               |
| 3     | Ouverture / Fermeture — / — | Longueur —                    | Durée —                       | Nb. d’arrêts —                | Matériel GX 127               | Jours de fonctionnement L, Ma, Me, J, V, S | Jour / Soir / Nuit / Fêtes O / N / N / N | Voy. / an —                   | Exploitant Transdev CAT 56    |
| 3     | Desserte : - Communes : Pontivy et Le Sourn - Principaux arrêts de la ligne : La Plaine → Gare → Square Langlais → Albert de Mun → Kennedy → Signan → Colbert → Saint-Michel → Le Sourn → Saint-Michel → Basch → Pontivy-Sud → Signan → Kennedy → Parc des expositions → Pont Er Morh → Pôle aquatique → Pôle petite enfance → Kerentrée → La Plaine |                               |                               |                               |                               |                                            |                                          |                               |                               |
| 3     | Autre : - Date de dernière mise à jour : 22 avril 2025. |                               |                               |                               |                               |                                            |                                          |                               |                               |
| 3     | Dernière actualisation : — |                               |                               |                               |                               |                                            |                                          |                               |                               |
| 4     | Circulaire | Circulaire                    | Circulaire                    | Circulaire                    | Circulaire                    | Circulaire                                 | Circulaire                               | Circulaire                    | Circulaire                    |
| 4     | La Plaine ⥋ St-Niel |                               |                               |                               |                               |                                            |                                          |                               |                               |
| 4     | Ouverture / Fermeture — / — | Longueur —                    | Durée 15-18 min               | Nb. d’arrêts 14               | Matériel GX 127               | Jours de fonctionnement L, Ma, Me, J, V, S | Jour / Soir / Nuit / Fêtes O / N / N / N | Voy. / an —                   | Exploitant Transdev CAT 56    |
| 4     | Desserte : - Communes : Pontivy - Principaux arrêts de la ligne : La Plaine → Kerentrée → Château Gaillard → Lycée Saint Ivy → Bellevue → D' Laënnec → L'orée du bois → Pigeon Blanc → Crénihuel → Saint-Niel → Libération → Château Gaillard → Kerentrée → La Plaine                                                                                |                               |                               |                               |                               |                                            |                                          |                               |                               |
| 4     | Autre : - Date de dernière mise à jour : 22 avril 2025. |                               |                               |                               |                               |                                            |                                          |                               |                               |
| 4     | Dernière actualisation : — |                               |                               |                               |                               |                                            |                                          |                               |                               |
| 5     | Circulaire | Circulaire                    | Circulaire                    | Circulaire                    | Circulaire                    | Circulaire                                 | Circulaire                               | Circulaire                    | Circulaire                    |
| 5     | La Plaine ⥋ Noyal-Pontivy |                               |                               |                               |                               |                                            |                                          |                               |                               |
| 5     | Ouverture / Fermeture — / — | Longueur —                    | Durée 26-39 min               | Nb. d’arrêts 14               | Matériel GX 127               | Jours de fonctionnement L, Ma, Me, J, V, S | Jour / Soir / Nuit / Fêtes O / N / N / N | Voy. / an —                   | Exploitant Transdev CAT 56    |
| 5     | Desserte : - Communes : Pontivy et Noyal-Pontivy - Principaux arrêts de la ligne : La Plaine → Kerentrée → Château Gaillard → Libération → Saint Niel → Noyal-Pontivy → Polyclinique → Hôpital → Noyal-Pontivy → Saint Niel → Libération → Château Gaillard → Kerentrée → La Plaine                                                                  |                               |                               |                               |                               |                                            |                                          |                               |                               |
| 5     | Autre : - Date de dernière mise à jour : 22 avril 2025. |                               |                               |                               |                               |                                            |                                          |                               |                               |
| 5     | Dernière actualisation : — |                               |                               |                               |                               |                                            |                                          |                               |                               |
| 6     | La Plaine ⥋ Le Sourn | La Plaine ⥋ Le Sourn          | La Plaine ⥋ Le Sourn          | La Plaine ⥋ Le Sourn          | La Plaine ⥋ Le Sourn          | La Plaine ⥋ Le Sourn                       | La Plaine ⥋ Le Sourn                     | La Plaine ⥋ Le Sourn          | La Plaine ⥋ Le Sourn          |
| 6     | Ouverture / Fermeture septembre 2019 / septembre 2023 | Longueur —                    | Durée 20 min                  | Nb. d’arrêts 5                | Matériel GX 127               | Jours de fonctionnement L, Ma, Me, J, V    | Jour / Soir / Nuit / Fêtes O / N / N / N | Voy. / an —                   | Exploitant Transdev CAT 56    |
| 6     | Desserte : - Principaux arrêts de la ligne : La Plaine ↔ Gare ↔ Square Langlais ↔ Le Sourn |                               |                               |                               |                               |                                            |                                          |                               |                               |
| 6     | Autre : - Date de dernière mise à jour : 22 avril 2025. |                               |                               |                               |                               |                                            |                                          |                               |                               |
| 6     | Dernière actualisation : — |                               |                               |                               |                               |                                            |                                          |                               |                               |

### La gare routière
Pontivy dispose d'une gare routière située à l'ancienne gare ferroviaire permettant la correspondance de la ligne 3 du réseau PondiBUS avec les lignes routières régionales BreizhGo 201 (Saint-Brieuc ↔ Pontivy ↔ Vannes / Lorient), 301 (Pontivy ↔ Loudéac ↔ Rennes) et 302 (Pontivy ↔ Ploërmel ↔ Rennes).

## Parc de véhicules
En août 2024, le parc d'autobus du réseau PondiBUS est composé de 6 véhicules dont 2 bus standards, 3 midibus et 1 minibus. Au sein de cette flotte, les autres véhicules sont équipés de moteurs Diesel.

### Bus standards
| Constructeur | Modèle     | Nombre | Numéros de parc | Période de mise en service | Affectation | Observation |
| ------------ | ---------- | ------ | --------------- | -------------------------- | ----------- | ----------- |
| Setra        | S 415 NF Ü | 2      | 97447-97448     | Septembre 2011             | 1           | –           |

### Midibus
| Constructeur | Modèle   | Nombre | Numéros de parc   | Période de mise en service | Affectation | Observation |
| ------------ | -------- | ------ | ----------------- | -------------------------- | ----------- | ----------- |
| Heuliez Bus  | GX 117 L | 1      | 72232             | Avril 2006                 | 4, 5, 6     | –           |
| Heuliez Bus  | GX 127   | 2      | 12108 + 1 inconnu | Juillet 2013               | 4, 5, 6     | –           |

### Minibus
| Constructeur | Modèle      | Nombre | Numéros de parc | Période de mise en service | Affectation | Observation |
| ------------ | ----------- | ------ | --------------- | -------------------------- | ----------- | ----------- |
| Vehixel      | Cytios 4/34 | 1      | 1001            | Mars 2010                  | 2           | –           |

### Dépôts
- Le dépôt de Transdev CAT 56 est situé dans la principauté, au Kerbotez, 56690 Landévant

### Tarification et financement
En 2025, le trajet de 2h coûte 1 €.